# Brazylia na Letnich Igrzyskach Olimpijskich Młodzieży 2010
Brazylię na Letnich Igrzyskach Olimpijskich Młodzieży w Singapurze w 2010 reprezentowało 81 sportowców w 19 dyscyplinach.

## Skład kadry

### Boks
- David Lourenco – kategoria do 69 kg – 1. miejsce  złoty medal

### Gimnastyka

#### Gimnastyka artystyczna
- Arthur Mariano – 4. miejsce
- Harumy Freitas – 5. miejsce

#### Gimnastyka na trampolinie
- Daienne Lima – 8. miejsce w finale

### Jeździectwo
- Guilherme Foroni – 9. miejsce

### Judo
- Matheus Marcia Machado – kategoria do 66 kg – 17. miejsce
- Flavia Gomes – kategoria do 63 kg – 2. miejsce  srebrny medal

### Kajakarstwo
- Isaquias Queiroz
  - C1 Slalom – odpadł w 4. rundzie
  - C1 Sprint – odpadł w 4. rundzie

### Kolarstwo
Cross Country
- William Alexi – 16. miejsce
- Mayara Perez – 29. miejsce

Time Trial
- Guilherme Pineyrua – 24. miejsce
- Mayara Perez – 27. miejsce

BMX
- Leandro Miranda – 7. miejsce
- Mayara Perez – 1. miejsce

Road Race
- William Alexi – 37. miejsce
- Leandro Miranda – 62. miejsce
- Guilherme Pineyrua – nie ukończył

Zespołowo – 13. miejsce
- Mayara Perez
- William Alexi
- Guilherme Pineyrua
- Leandro Miranda

### Koszykówka
Drużyna dziewcząt – 6. miejsce
- Stephanie de Oliveira
- Erika Leite (C)
- Isabela Macedo
- Joice Coelho

### Lekkoatletyka

#### Chłopcy
Konkurencje biegowe
| Zawodnik                                                | Konkurencja                        | Kwalifikacje | Kwalifikacje | Finał   | Finał |
| Zawodnik                                                | Konkurencja                        | Wynik        | Poz.         | Wynik   | Poz.  |
| ------------------------------------------------------- | ---------------------------------- | ------------ | ------------ | ------- | ----- |
| Antonio Rodrigues                                       | bieg na 200 metrów                 | 21.70        | 3 Q          | 21.60   | 8     |
| Leandro De Araujo                                       | bieg na 400 metrów                 | 48.23        | 8 Q          | 47.59   | 5     |
| Joseilton Cunha                                         | bieg na 1000 metrów                | 2:25.49      | 9 Q          | 2:24.14 | 5     |
| Jean Da Silva                                           | bieg na 110 metrów przez płotki    | 14.13        | 10 qB        | 13.76   | 8     |
| Ioran Etchechury                                        | bieg na 2000 metrów z przeszkodami | 6:39.87      | 12 qB        | DNS     | DNS   |
| Caio Dos Santos Odane Skeen Najee Glass Luguelin Santos | sztafeta szwedzka                  |              |              | 1:51.38 |       |

Konkurencje techniczne
| Zawodnik        | Konkurencja   | Kwalifikacje | Kwalifikacje | Finał | Finał |
| Zawodnik        | Konkurencja   | Wynik        | Poz.         | Wynik | Poz.  |
| --------------- | ------------- | ------------ | ------------ | ----- | ----- |
| Caio Dos Santos | skok w dal    | 7.66         | 1 Q          | 7.69  |       |
| Paulo Oliveria  | trójskok      | 15.44        | 3 Q          | 15.63 | 5     |
| Felipe Hickmann | skok wzwyż    | 1.90         | 14 qB        | 1.90  | 14    |
| Thiago Da Silva | skok o tyczce | 4.60         | 8 Q          | 5.05  |       |

#### Dziewczęta
Konkurencje biegowe
| Zawodnik             | Konkurencja                        | Kwalifikacje | Kwalifikacje | Finał   | Finał |
| Zawodnik             | Konkurencja                        | Wynik        | Poz.         | Wynik   | Poz.  |
| -------------------- | ---------------------------------- | ------------ | ------------ | ------- | ----- |
| Jessica Dos Reis     | bieg na 100 metrów                 | 11.95        | 7 Q          | 11.94   | 6     |
| Tamara De Sousa      | bieg na 100 metrów przez płotki    | 14.29        | 12 qB        | 14.12   | 12    |
| Natania Habitzreiter | bieg na 400 metrów przez płotki    | 1:01.46      | 8 Q          | 1:02.44 | 8     |
| July Da Silva        | bieg na 2000 metrów z przeszkodami | 7:01.84      | 6 Q          | 6:56.00 | 6     |

Konkurencje techniczne
| Zawodnik           | Konkurencja    | Kwalifikacje | Kwalifikacje | Finał | Finał |
| Zawodnik           | Konkurencja    | Wynik        | Poz.         | Wynik | Poz.  |
| ------------------ | -------------- | ------------ | ------------ | ----- | ----- |
| Saionara Pavanatto | pchnięcie kulą | 11.90        | 14 qB        | 11.92 | 14    |
| Andressa Fidelis   | skok w dal     | 5.85         | 9 qB         | 5.45  | 13    |

### Piłka ręczna
Chłopcy
| Skład drużyny | Konkurencja                     | Faza grupowa      | Faza grupowa | Półfinał                   | Mecz o 3. miejsce | Poz. |
| Skład drużyny | Konkurencja                     | Grupa B           | Poz.         | Półfinał                   | Mecz o 3. miejsce | Poz. |
| --- | ------------------------------- | ----------------- | ------------ | -------------------------- | ----------------- | ---- |
| Matheus Dias Daniel Luz Leonardo de Oliveira Fulvio Volpe Fernando Dutra Matheus Francisco Filipe Rocha Roney Franzini Andre de Sousa Arthur Malburg Ricardo Assef Andre Leal Rodolfo Oliveira Victor Campos | Piłka ręczna – turniej chłopców | Singapur · W 53–7 | 1 Q          | Korea Południowa · L 22–27 | Francja · L 27–40 | 4    |
| Matheus Dias Daniel Luz Leonardo de Oliveira Fulvio Volpe Fernando Dutra Matheus Francisco Filipe Rocha Roney Franzini Andre de Sousa Arthur Malburg Ricardo Assef Andre Leal Rodolfo Oliveira Victor Campos | Piłka ręczna – turniej chłopców | Egipt · D 31–31   | 1 Q          | Korea Południowa · L 22–27 | Francja · L 27–40 | 4    |

Dziewczęta
| Skład drużyny | Konkurencja                      | Faza grupowa     | Faza grupowa | Półfinał        | Mecz o 3. miejsce    | Poz. |
| Skład drużyny | Konkurencja                      | Grupa A          | Poz.         | Półfinał        | Mecz o 3. miejsce    | Poz. |
| --- | -------------------------------- | ---------------- | ------------ | --------------- | -------------------- | ---- |
| Lais da Silva Thayanne Lopes Francielle da Rocha Keila Alves Juliana de Araujo Fernanda Marques Patricia da Silva Larissa Araujo Isadora Garcia Deborah Hannah Nunes Ana Eduarda Vieira Caroline Martins Mirian Galvao Daise Souza | Piłka ręczna – turniej dziewcząt | Rosja · L 20–35  | 2 Q          | Dania · L 25–30 | Kazachstan · W 45–23 |      |
| Lais da Silva Thayanne Lopes Francielle da Rocha Keila Alves Juliana de Araujo Fernanda Marques Patricia da Silva Larissa Araujo Isadora Garcia Deborah Hannah Nunes Ana Eduarda Vieira Caroline Martins Mirian Galvao Daise Souza | Piłka ręczna – turniej dziewcząt | Angola · W 30–27 | 2 Q          | Dania · L 25–30 | Kazachstan · W 45–23 |      |

### Pięciobój nowoczesny
- William Muinhos – 17. miejsce
- Mariana Laporte – 24. miejsce

### Pływanie
Chłopcy
| Zawodnik                                                                            | Konkurencja                   | Kwalifikacje | Kwalifikacje | Półfinał               | Półfinał               | Finał                  | Finał                  |
| Zawodnik                                                                            | Konkurencja                   | Czas         | Poz.         | Czas                   | Poz.                   | Czas                   | Poz.                   |
| ----------------------------------------------------------------------------------- | ----------------------------- | ------------ | ------------ | ---------------------- | ---------------------- | ---------------------- | ---------------------- |
| Pedro Antonio Costa                                                                 | 50 m st. grzbietowym          |              |              | 27.04                  | 8 Q                    | 27.16                  | 8                      |
| Pedro Antonio Costa                                                                 | 100 m st. grzbietowym         | 59.46        | 22           | nie zakwalifikował się | nie zakwalifikował się | nie zakwalifikował się | nie zakwalifikował się |
| Pedro Antonio Costa                                                                 | 50 m st. motylkowym           | 24.98        | 3 Q          | 25.02                  | 6 Q                    | 24.81                  | 4                      |
| Pedro Henrique Franca de Souza                                                      | 200 m st. dowolnym            | 1:57.97      | 33           | nie zakwalifikował się | nie zakwalifikował się | nie zakwalifikował się | nie zakwalifikował się |
| Victor Rodrigues                                                                    | 50 m st. dowolnym             | 24.27        | 24           | nie zakwalifikował się | nie zakwalifikował się | nie zakwalifikował się | nie zakwalifikował się |
| Victor Rodrigues                                                                    | 100 m st. dowolnym            | 51.92        | 16 Q         | 52.07                  | 15                     | nie zakwalifikował się | nie zakwalifikował się |
| Victor Rodrigues                                                                    | 200 m st. dowolnym            | 1:52.99      | 13           |                        |                        | nie zakwalifikował się | nie zakwalifikował się |
| Victor Rodrigues                                                                    | 400 m st. dowolnym            | 4:01.56      | 11           |                        |                        | nie zakwalifikował się | nie zakwalifikował się |
| Vinicius Borges                                                                     | 50 m st. klasycznym           | 29.73        | 8 Q          | 29.75                  | 9                      | nie zakwalifikował się | nie zakwalifikował się |
| Vinicius Borges                                                                     | 100 m st. klasycznym          | 1:07.78      | 24           | nie zakwalifikował się | nie zakwalifikował się | nie zakwalifikował się | nie zakwalifikował się |
| Victor Rodrigues Pedro Antonio Costa Pedro Henrique Franca de Souza Vinicius Borges | sztafeta 4x100 m st. dowolnym | 3:32.64      | 11           |                        |                        | nie zakwalifikował się | nie zakwalifikował się |
| Victor Rodrigues Pedro Antonio Costa Pedro Henrique Franca de Souza Vinicius Borges | sztafeta 4x100 m st. zmiennym | DNS          | DNS          |                        |                        | nie zakwalifikował się | nie zakwalifikował się |

Dziewczęta
| Zawodnik                                                            | Konkurencja                   | Kwalifikacje | Kwalifikacje | Półfinał                | Półfinał                | Finał                   | Finał                   |
| Zawodnik                                                            | Konkurencja                   | Czas         | Poz.         | Czas                    | Poz.                    | Czas                    | Poz.                    |
| ------------------------------------------------------------------- | ----------------------------- | ------------ | ------------ | ----------------------- | ----------------------- | ----------------------- | ----------------------- |
| Alessandra Marchioro                                                | 50 m st. dowolnym             | 26.34        | 4 Q          | 25.85                   | 4 Q                     | 25.92                   | 4                       |
| Alessandra Marchioro                                                | 100 m st. dowolnym            | 56.74        | 2 Q          | 56.82                   | 5 Q                     | 57.12                   | 5                       |
| Alessandra Marchioro                                                | 50 m st. klasycznym           | 32.65        | 2 Q          | 32.70                   | 4 Q                     | 32.60                   | 4                       |
| Bruna Rocha                                                         | 50 m st. motylkowym           | 28.23        | 9 Q          | 28.09                   | 9                       | nie zakwalifikowała się | nie zakwalifikowała się |
| Bruna Rocha                                                         | 100 m st. motylkowym          | 1:03.07      | 20           | nie zakwalifikowała się | nie zakwalifikowała się | nie zakwalifikowała się | nie zakwalifikowała się |
| Carolina Bergamaschi                                                | 50 m st. dowolnym             | 26.35        | 5 Q          | 26.13                   | 5 Q                     | 26.24                   | 7                       |
| Carolina Bergamaschi                                                | 100 m st. klasycznym          | 1:16.42      | 27           | nie zakwalifikowała się | nie zakwalifikowała się | nie zakwalifikowała się | nie zakwalifikowała się |
| Julia Gerotto                                                       | 400 m st. dowolnym            | 4:23.71      | 11           |                         |                         | nie zakwalifikowała się | nie zakwalifikowała się |
| Julia Gerotto                                                       | 200 m st. grzbietowym         | 2:23.75      | 25           |                         |                         | nie zakwalifikowała się | nie zakwalifikowała się |
| Julia Gerotto                                                       | 200 m st. motylkowym          | 2:14.61      | 5 Q          |                         |                         | 2:13.74                 | 5                       |
| Julia Gerotto                                                       | 200 m st. zmiennym            | 2:21.90      | 10           |                         |                         | nie zakwalifikowała się | nie zakwalifikowała się |
| Alessandra Marchioro Carolina Bergamaschi Bruna Rocha Julia Gerotto | sztafeta 4x100 m st. dowolnym | 3:54.87      | 5 Q          |                         |                         | 3:52.86                 | 5                       |
| Alessandra Marchioro Carolina Bergamaschi Bruna Rocha Julia Gerotto | sztafeta 4x100 m st. zmiennym | 4:25.66      | 8 Q          |                         |                         | 4:24.62                 | 7                       |

Składy mieszane
| Zawodnik                                                                                  | Konkurencja                            | Kwalifikacje | Kwalifikacje | Półfinał | Półfinał | Finał                   | Finał                   |
| Zawodnik                                                                                  | Konkurencja                            | Czas         | Poz.         | Czas     | Poz.     | Czas                    | Poz.                    |
| ----------------------------------------------------------------------------------------- | -------------------------------------- | ------------ | ------------ | -------- | -------- | ----------------------- | ----------------------- |
| Victor Rodrigues Alessandra Marchioro Carolina Bergamaschi Pedro Henrique Franca de Souza | sztafeta mieszana 4×100 m st. dowolnym | 3:41.07      | 9            |          |          | nie zakwalifikowali się | nie zakwalifikowali się |
| Pedro Antonio Costa Vinicius Borges Bruna Rocha Julia Gerotto                             | sztafeta mieszana 4×100 m st. zmiennym | 4:08.25      | 11           |          |          | nie zakwalifikowali się | nie zakwalifikowali się |

### Skoki do wody
- Pedro Abreu – trampolina 3 m – 14. miejsce w eliminacjach
- Nicoli Cruz – platforma 10 m – 11. miejsce w finale

### Strzelectwo
- Felipe Almeida Wu – 2. miejsce  srebrny medal

### Szermierka
- Guilherme Melaragno – 10. miejsce

### Tenis
Singiel
- Tiago Fernandes – odpadł w meczu ćwierćfinałowym

Debel – odpadli w meczu ćwierćfinałowym
- Tiago Fernandes
- Renzo Olivo

### Tenis stołowy
Indywidualnie
- Eric Jouti – 21. miejsce
- Caroline Kumahara – 13. miejsce

Zespołowo – 9. miejsce
- Caroline Kumahara (BRA)
- Eric Jouti (BRA)

### Triathlon
- Iuri Venuto – 22. miejsce

### Wioślarstwo
- Tiago Braga – 5. miejsce

### Żeglarstwo
- Alexander Elstrodt – 17. miejsce
- Claudia Mazzaferro – 6. miejsce
- Wendy Richer Soares – 14. miejsce